# العراقية لنخلة التمر
الشبكة العراقية لنخلة التمر هي مبادرة تطوعية غير ربحية تأسست عام 2007 على يد الدكتور "إبراهيم جدوع عليوي الجبوري"، بهدف جمع وتوثيق الأرشيف العلمي المتعلق بالنخيل والتمور في العراق والعالم العربي.
يُعد الموقع مصدرًا غنيًا للأبحاث، المقالات، والموارد العلمية التي تهم الباحثين، المزارعين، والهواة في مجال زراعة النخيل وإنتاج التمور.
يحتوي الموقع على أقسام متعددة تغطي موضوعات متنوعة، مثل:
- مقالات علمية: تتناول أحدث الأبحاث والدراسات في مجال زراعة النخيل وإنتاج التمور.[3]
- بحوث علمية وأطاريح: تضم رسائل ماجستير ودكتوراه، بالإضافة إلى بحوث منفردة ومقالات منشورة في مجلات علمية متخصصة.[4]
- آفات النخيل: تستعرض الأمراض والآفات التي تصيب النخيل وطرق مكافحتها.[5]
- المكتبة: تحتوي على كتب، كراسات، ودراسات متعلقة بالنخيل والتمور.[6]
- مواضيع في النخيل: تشمل مقالات حول النخيل في القرآن الكريم، التراث، والفن، بالإضافة إلى زراعة الأنسجة والزراعة العضوية.[7]

يهدف الموقع إلى تعزيز المعرفة وتبادل الخبرات بين المهتمين بالنخيل والتمور، والمساهمة في تطوير هذا القطاع الحيوي في العالم العربي.